# Lizzie Roper
Lizzie Roper es una actriz inglesa, conocida sobre todo por su participación en Pinky and Perky Show y por haber interpretado a Sam Lomax en la serie Hollyoaks.

## Carrera
En 2007 apareció por primera vez como invitada en la serie médica Doctors, donde interpretó a Hannah Mealing durante el episodio "Undying Love"; regresó a la serie en 2010 interpretando a Bella Adlow en el episodio "Arrivals". Entre 2008 y 2009 participó en el programa Pinky and Perky Show, donde hizo varias apariciones. En 2009 apareció como invitada en la serie Being Human, donde interpretó a Maggie.
El 20 de enero de 2011, apareció como invitada en la popular serie británica Coronation Street, donde dio vida a Kate Quinn. Ese mismo año apareció como invitada en la serie Waterloo Road, donde interpretó a Jackie Stack. En 2013 apareció como invitada en el séptimo episodio de la segunda temporada de la serie Call the Midwife, donde interpretó a la enfermera Peters. El 20 de agosto de 2013, se unió al elenco principal de la serie británica Hollyoaks, donde interpretó a la oficial de la policía Sam Lomax hasta el 6 de agosto de 2014.

## Filmografía

### Series de televisión
| Año         | Título                                    | Personaje           | Notas                                            |
| ----------- | ----------------------------------------- | ------------------- | ------------------------------------------------ |
| 2016        | Till Death Us Do Part                     | Elsie Garnett       | episodio "A Woman's Place Is in the Home"        |
| 2015 - 2016 | Boy Meets Girl                            | Jackie              | 12 episodios - miniserie                         |
| 2015        | Doctors                                   | Trisha McBride      | episodio "Perfect"                               |
| 2015        | The Delivery Man                          | Agnes               | episodio Prisoner"                               |
| 2013 - 2014 | Hollyoaks                                 | Sam Lomax           | 111 episodios                                    |
| 2013        | The Day They Came to Suck Out Our Brains! | Madre               | episodio "The Brain Sucking Begins!" - miniserie |
| 2013        | Call the Midwife                          | Enfermera Peters    | episodio # 2.7                                   |
| 2012        | Dead Boss                                 | Top Dog             | 6 episodios                                      |
| 2012        | Silent Witness                            | Sandra              | 2 episodios                                      |
| 2011 - 2012 | North by Northamptonshire                 | Angela              | 4 episodios                                      |
| 2011        | Comedy Showcase                           | Mrs. Snivel         | episodio "Felix & Murdo"                         |
| 2011        | This Is Jinsy                             | Jugadora de Jinsy   | 7 episodios                                      |
| 2011        | Waterloo Road                             | Jackie Stack        | 2 episodios                                      |
| 2011        | Coronation Street                         | Kate Quinn          | episodio # 1.7517                                |
| 2010        | Doctors                                   | Bella Adlow         | episodio "Arrivals"                              |
| 2010        | Him & Her                                 | Paris               | episodio "The Parents"                           |
| 2010        | New Tricks                                | Tilly Shaw          | episodio "Dark Chocolate"                        |
| 2010        | The Great Outdoors                        | Esposa del Granjero | episodio # 1.2                                   |
| 2009        | Holby City                                | Sonia French        | episodio "Break Away"                            |
| 2009        | Shameless                                 | Lorna               | episodio # 6.13                                  |
| 2009        | Being Human                               | Maggie              | episodio "Tully"                                 |
| 2009        | Plus One                                  | Madre de Craig      | episodio "The Competition Winner"                |
| 2008        | After You've Gone                         | Mujer Borracha      | episodio "There Will Be Pud"                     |
| 2008        | Headcases                                 | Varios Personajes   | -                                                |
| 2007        | Sold                                      | Elizabeth           | episodio # 1.5                                   |
| 2006        | Vital Signs                               | Karen               | episodio # 1.5                                   |
| 2005        | Family Affairs                            | Roxanne             | 5 episodios                                      |
| 2005        | All About George                          | Sally               | episodio # 1.1                                   |
| 2005        | The Bill                                  | Sally Greaves       | episodio "324"                                   |
| 2005        | Casualty                                  | Jeannie McGowan     | episodio "Desperate Measures"                    |
| 2004        | The Last Chancers                         | Mujer en la Puerta  | episodio # 1.1                                   |
| 2004        | The Worst Week of My Life                 | Trish               | 4 episodios                                      |
| 1999        | How Do You Want Me?                       | -                   | episodio "White Pubic Hair"                      |

### Películas
| Año  | Título                                            | Personaje    | Notas                                                                                       |
| ---- | ------------------------------------------------- | ------------ | ------------------------------------------------------------------------------------------- |
| 2013 | Ye Olde Dragon's Den                              | Hilary Devey | junto a Kieran Buckeridge, Drew Cain, Phil Cornwell, Evan Davis y Pippa Haywood             |
| 2013 | The Search for Simon                              | Paris        | junto a Sophie Aldred, Julian Bastida, Simon Birks, Carol Cleveland & Noeleen Comiskey      |
| 2012 | Her Next Door                                     | Alice        | corto - junto a William Andrews, Ed Eales White & Rachel Stubbings                          |
| 2011 | Full                                              | Joan         | corto - junto a Rebecca Boey & Dan Richards                                                 |
| 2011 | The Oscar Nominated Short Films 2011: Live Action | Enfermera    | junto a Jim Carter, Jodie Whittaker, Luke Matheny & Christopher Hirsh                       |
| 2010 | The Arbor                                         | Kathy Dunbar | junto a Manjinder Virk, Christine Bottomley, Parvani Lingiah, Jimi Mistry & Danny Webb      |
| 2009 | A Very British Cult                               | Pauline      | corto - junto a Richard Herring, Miranda Hart, Gus Brown, Geraldine McNulty & Alex Macqueen |
| 2009 | Wish 143                                          | Enfermera    | corto - junto a Rory Kinnear, Kieran Hardcastle, Jim Carter, Ace Bhatti & Jodie Whittaker   |
| 2008 | Angus, Thongs and Perfect Snogging                | Becky        | junto a Georgia Groome, Aaron Taylor-Johnson, Karen Taylor, Alan Davies & Eleanor Tomlinson |
| 2003 | Eddie's Sticky End                                | Pandora      | corto - junto a Jason Attar, Mark Felgate, Charlie Lemmer & James Love                      |

### Apariciones
| Año         | Programa                                         | Notas          |
| ----------- | ------------------------------------------------ | -------------- |
| 2009        | The Impressions Show with Culshaw and Stephenson | episodio # 1.5 |
| 2008 - 2009 | Pinky and Perky Show                             | 41 episodios   |

### Teatro
| Año | Obra                            | Personaje | Notas           |
| --- | ------------------------------- | --------- | --------------- |
| -   | One Flew Over the Cuckoo's Nest | Candy     | Garrick Theatre |